# Пейдж Турко
Джин Пейдж Турко (англ. Jean Paige Turco; нар. 17 травня 1965, Бостон, Массачусетс, США) — американська акторка, найбільш відома завдяки ролі Ейпріл О'Ніл у фільмах «Черепашки-ніндзя II: Таємниця смарагдового зілля» (1991) та «Черепашки-ніндзя III» (1993). Інші відомі ролі включають Мелані Кортландт у серіалі ABC «Всі мої діти», Террі Ловелл у серіалі CBS «Агентство», Гейл Еморі в серіалі CBS «Американська готика» і появу в «Поліція в Нью-Йорку», «Нас п'ятеро» і «У полі зору». З 2014 по 2019 рік грала роль Ебігейл Гріффін у постапокаліптичному драматичному серіалі «100».

## Раннє життя
Турко народилася у Бостоні, штат Массачусетс, у сім'ї Джойс Джин (Джодойн) та Девіда Вінсента Турко. Коли Турко було рік, після смерті її батька, її мати переїхала з нею до Спрингфілда, штат Массачусетс, де вона і виросла. Вона має італійське, франко-канадське та англійське коріння. З дитинства вона займалася балетом і мріяла стати професійною балериною. Турко навчалася у школі Волнат Хілл у Нейтіку, штат Массачусетс, яку закінчила у 1983 році, і була солісткою в Консерваторії танцю Нової Англії, Балетній театральній компанії Амхерста та Балетній компанії Західного Массачусетсу. Однак травма щиколотки завадила їй продовжити кар'єру в професійному балеті. Вона згадувала: «Я не могла навіть ходити на балетні заняття, бо це було занадто болісно». Турко здобула освіту в коледжі Бей-Пат у Лонгмідоу, штат Массачусетс, у 1987 році та спеціалізувалася на драматургії в Університеті Коннектикуту.

## Кар'єра
Турко дебютувала на телебаченні в 1987 році в серіалі CBS «Напрямне світло» у ролі Діни Марлер і з'явилася в мильній опері «Всі мої діти» в ролі Мелані Кортландт. Вона замінила Джудіт Хоуг у ролі Ейпріл О'Ніл у фільмі «Черепашки-ніндзя II: Таємниця смарагдового зілля» (1991), а потім і у фільмі «Черепашки-ніндзя 3» (1993).
З 2001 по 2003 рік Турко зіграла головну роль у драматичному серіалі CBS «Агентство» в ролі художника-графіка Террі Ловелл. У третьому сезоні «Врятуй мене» вона зіграла постійну роль вчительки природничих наук місіс Нелл Турбоді, а у 2007 році була постійним членом акторського складу серіалу «Врятуй мене». Серіал ABC «Чоловіки у великому місті», який зображує Лісбет, колишню дружину героя Ділана Макдермотта, Дункана Коллінсворта, генерального директора косметичної компанії. Турко також знялася у фільмі «Непереможна» 2006 року, зігравши Керол Вермейл, дружину Діка Вермейла, а також знялася у фільмі Уолта Діснея «План гри» (2007). Вона з'явилася в кількох епізодах Сутичка, а також зіграла гостьову роль у «Гарна дружина», «Блакитна кров» і «Закону та порядку: Спеціальний корпус». Вона також з'явилася в повторюваній ролі в «У полі зору» як Зої Морган.
У березні 2014 року Турко почала регулярно зніматися в постапокаліптичному драматичному серіалі CW «Сотня». У тому ж році вона також була обрана на роль дружини головного героя в серіалі CBS «Морська поліція: Новий Орлеан».

## Особисте життя
Турко є римо-католиком.
У 2003 році вийшла заміж за ірландського актора Джейсона О'Мару. Розлучилися 2017 році. У подружжя є син — Девід О'Мара (нар. 2004).

## Вибрана фільмографія
| Рік       |    | Українська назва                    | Оригінальна назва                 | Роль                                                 |
| --------- | -- | ----------------------------------- | --------------------------------- | ---------------------------------------------------- |
| 1987—1989 | с  | Дороговказне світло                 | Guiding Light                     | Дайна Чемберлен                                      |
| 1993      | мф | Юні мутанти черепашки ніндзя 3      | Teenage Mutant Ninja Turtles III  | Ейпріл О'Ніл                                         |
| 1996—1997 | с  | Поліція Нью-Йорка                   | NYPD Blue                         | офіцер Еббі Салліван                                 |
| 2001      | с  | Закон і порядок: Спеціальний корпус | Law & Order: Special Victims Unit | Пем Адлер                                            |
| 2007      | ф  | План гри                            | The Game Plan                     | Карен Келлі                                          |
| 2009      | с  | Сутичка                             | Damages                           | Крістін Перселл                                      |
| 2010      | с  | Гарна дружина                       | The Good Wife                     | Керолайн Вайлдер                                     |
| 2011      | с  | Блакитна кров                       | Blue Bloods                       | детектив Раян                                        |
| 2011      | с  | Закон і порядок: Спеціальний корпус | Law & Order: Special Victims Unit | Кетлін Рейнс                                         |
| 2011—2016 | с  | В полі зору                         | Person of Interest                | Зої Морґан                                           |
| 2014      | с  | NCIS: Полювання на вбивць           | NCIS                              | Лінда Прайд                                          |
| 2014—2019 | с  | Сотня                               | The 100                           | доктор Ебіґейл Ґріффін / Сімона Лайтборн VII / суддя |
| 2014—2020 | с  | Морська поліція: Новий Орлеан       | NCIS: New Orleans                 | Лінда Прайд                                          |
| 2020      | ф  | Книги крові                         | Books of Blood                    | Ніколь                                               |